# Groß Plasten
Groß Plasten – miejscowość i gmina w Niemczech, w kraju związkowym Meklemburgia-Pomorze Przednie, w powiecie Mecklenburgische Seenplatte, wchodzi w skład Związku Gmin Seenlandschaft Waren.
26 maja 2019 do gminy przyłączono gminę Varchentin, która stała się jej częścią (Ortsteil). 

## Współpraca
- Silberstedt, Szlezwik-Holsztyn[3]